# 21a edició dels Premis Sant Jordi de Cinematografia
La 21a edició dels Premis Sant Jordi de Cinematografia (aleshores oficialment Premios San Jorge) va tenir lloc el 26 d'abril de 1977, patrocinada pel "Cine Forum" de RNE a Barcelona dirigit per Esteve Bassols Montserrat i Jordi Torras i Comamala, i per la Diputació de Barcelona.
L'entrega de premis va tenir lloc a l'Hotel Calderón de Barcelona en un acte presentat pel director de RNE i TVE a Barcelona Jorge Arandes. En acabar es va projectar al Cine Alcázar la pel·lícula The Last Picture Show de Peter Bogdanovich.

## Premis Sant Jordi
| Categoria                       | Premiat         | Labor premiada                                                              |
| ------------------------------- | --------------- | --------------------------------------------------------------------------- |
| Millor pel·lícula espanyola     | El puente       | Pel·lícula                                                                  |
| Millor pel·lícula estrangera    | Barry Lyndon    | Stanley Kubrick                                                             |
| Millor interpretació espanyola  | José Luis Gómez | Pascual Duarte                                                              |
| Millor interpretació estrangera | Jack Nicholson  | Algú va volar sobre el niu del cucut Professione: reporter Carnal Knowledge |
| Millor pel·lícula infantil      | Benji           | Joe Camp                                                                    |
| Millor curtmetratge             | Les escargots   | René Laloux Roland Topor                                                    |
| Premi Especial del Jurat        | Jaume Picas     | -                                                                           |